# Spodnje Dobrenje
Spodnje Dobrenje – wieś w Słowenii, w gminie Pesnica. W 2018 roku liczyła 416 mieszkańców.